# Elena Díaz Ereño
Elena Díaz Ereño (Bilbao), es una médica del País Vasco, profesora de la Facultad de Medicina de la Universidad del País Vasco UPV/EHU, que fue colaboradora de Karlos Arguiñano en su etapa como cocinero en TVE1. 

## Biografía
Elena Díaz Ereño nació en Bilbao el 26 de noviembre de 1959, y vivió con su familia en Galdácano, donde realizó sus primeros estudios en la escuela pública Dr. Gandasegui. Posteriormente cursó el bachillerato en el Instituto mixto de enseñanzas medias de Elexalde (hoy denominado Elexalde BHI), en esa misma localidad. 

#### Estudios universitarios
Comenzó sus estudios de Medicina y Cirugía general en la que entonces se denominaba Universidad de Bilbao y se licenció y doctoró en la Universidad del País Vasco. Inició su  formación de postgrado con el máster en medicina del deporte, organizado por la Asociación Vasca de Médicos del Deporte EKISE (actualmente EKIME).
Se especializó en nutrición humana en el Instituto de nutrición y tecnología de los alimentos de la Universidad de Granada en 1992, dirigida por el doctor en Farmacia José Mataix Verdú; y realizó el máster en nutrición clínica en la Universidad Autónoma de Madrid, dirigido por el Doctor Manuel Hernández Rodríguez, especialista en pediatría del hospital infantil universiario Niño Jesús de Madrid.

#### Actividad clínica
Tras obtener su licenciatura en el año 1984 desempeñó su labor médica en diferentes actividades clínicas, relacionadas con: 
- la medicina del deporte, en el polideportivo de su localidad natal
- la salud laboral en servicios médicos de Galdácano y Bilbao
- la medicina general, urgencias ambulatorias y pediatría, en el Servicio Vasco de Salud.
- la nutrición y dietética, en las clínicas Euskalduna de Bilbao y Andramari de Galdácano hasta el año 2006.

#### Actividad docente
Desde el año 2004 imparte distintas asignaturas relacionadas con la Fisiología médica, Nutrición humana, Informática para aplicada a la medicina, en la Facultad de Medicina y Enfermería de Lejona, en los grados de Medicina y Odontología.

#### Actividad Investigadora
En el año 2009 presentó la tesis doctoral titulada "Análisis nutricional de la ingesta realizada por deportistas de fondo en el periodo previo y posterior a la competición" analizando la alimentación de un centenar de participantes en una dura prueba deportiva: la Travesía Regil en los Picos de Europa.
Así mismo codirigió junto a Begoña M. Jugo Orrantia la tesis titulada "Estudio de la implicación de algunos genes candidato y del estilo de vida (dieta, actividad física y entorno laboral) sobre el riesgo de sobrepeso y obesidad" presentada en el año 2020 durante la pandemia de COVID19.

#### Órganos de gestión universitaria
Diaz Ereño en la UPV/EHU ha desempeñado diferentes cargos en órganos de gestión de la actividad docente y comunicativa de la UPV/EHU:
- Coordinadora del campus de Bizkaia del SAE-HELAZ (Servicio de Asesoramiento Educativo - Hezkuntzarako Laguntza Zerbitzua), de los años 2017 al 2021.[3]
- Vicedecana de Comunicación, Euskara y Plurilingüismo de la Facultad de Medicina y Enfermería, en el equipo decanal dirigido por Joseba Pineda, a partir del año 2021.[4]

## Publicaciones
Artículos de revistas (junto con otros autores):

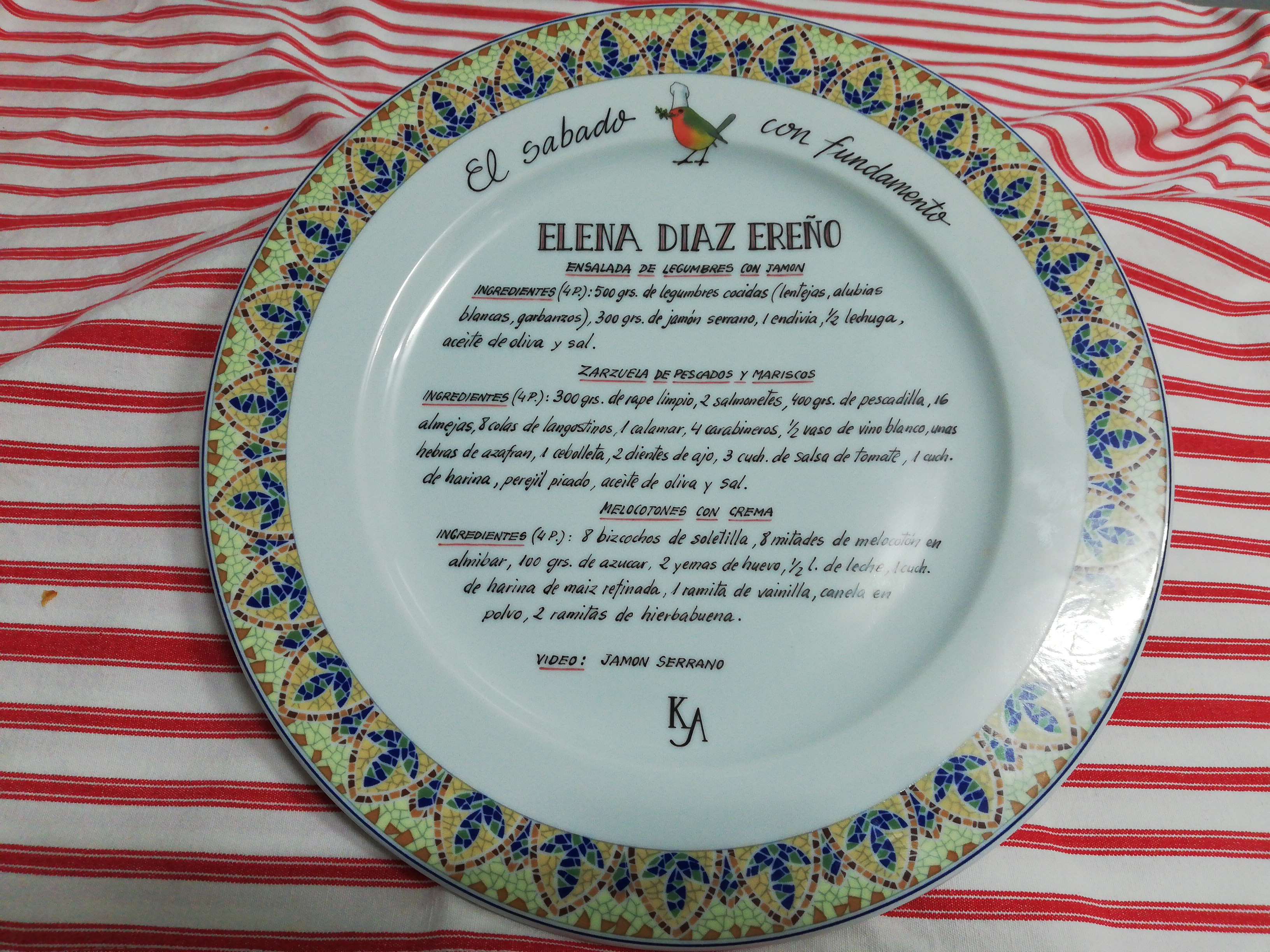
Plato conmemorativo de la colaboración

- "Influencia de la ingesta de nutrientes en la capacidad antioxidante, daño muscular y recuento de células blancas en mujeres jugadoras " Journal of International Society of Sports Nutrition, Vol. 37, No. 10, (2012).
- "Expresion and localization of opioid receptors during the maduration of human ooctocytes " Repreoductive BioMedicine On line, Vol. 37, No. 8, (2012).
- "Compromiso y capacitación en innovación docente del profesorado universitario en Ciencias de la Salud" Revista de la Fundación Educación Medica FEM (2021)[5]
- "¿Es la dieta del alumnado universitario una dieta mediterránea?" Zainak. Cuadernos de Antropologia (2008)[6]
- Colaboraciones con BAINET y Karlos Argiñano para aportar la información nutricional de las recetas y adaptar los textos cientificos a un lenguaje divulgativo: en pantalla, en la Cocina de Karlos Arguiñano durante la temporada 95/96,[7] y en varias de sus publicaciones, como Comer sano y con fundamento (2009).

## Divulgación científica
- "Talla 38" Aprendizaje basado en problemas, proyectos y casos: diseño e implementación de experiencias en la universidad : 143-153 (2014)[8]
- "¿Cuántas horas pueden estar sin comer los niños en la escuela por la organización escolar?" Revista Aula Infantil (2012)[9]
- "Comida rápida, comida fácil ¿es saludable?" Aula de Infantil (2006)[10]
- Corta el bollo... ¡por lo sano! Material educativo y guía para el profesorado con cuaderno de actividades para el alumnado de la ESO. (2000)
- Los alimentos, mi cuerpo y yo. Taller de alimentación
- Dieta Equilibrada: tablas de composición de alimentos y recomendaciones. Material educativo. Libro con documentos teórico-prácticos de Nutrición y Dietética (1994)
- Los alimentos, mi cuerpo y yo. Taller de Alimentación creado para el alumnado de secundaria por un grupo multidisciplinar con experiencia en los trastornos alimentarios; fue publicado por el departamento de educación del Gobierno Vasco en 1997.[11]

## Perspectiva de Género
Elena Díaz Ereño participó en la iniciativa AKADEME impulsada desde la Dirección de Igualdad y el Servicio de Asesoramiento Educativo. En este programa pionero, 45 académicas de los tres campus de la universidad pública desarrollaron las habilidades de auto-liderazgo y liderazgo. Este programa formativo pretendía fomentar la igualdad en los cuadros directivos universitarios, animando a las profesoras a participar en los órganos de gestión en pie de igualdad.  
En el año 2014 coordinó la Mesa redonda sobre "Investigación en Salud con perspectiva de género: ¿Por qué, para qué y cómo investigar en salud con perspectiva de género?" En la misma participaron Carme Valls, Lucia Artazcoz y Maria del Mar Garcia-Calvente. Se pueden seguir sus exposiciones en dos grabaciones realizadas en el Bizkaia Arteoa de la UPV/EHU: 
1. Presentación y primera parte https://www.youtube.com/watch?v=RbU86EmNJsk
2. Segunda parte y conclusiones: https://www.youtube.com/watch?v=Y0T8lHohylg

Díaz Ereño imparte un módulo sobre Salud y Género en el "Máster en Igualdad entre mujeres y hombres" organizado por la Universidad del País Vasco, y que se certifica como título propio.